# Универзитет Александер Моисиу
Универзитет Александер Моисиу у Драчу (алб. Universiteti "Aleksandër Moisiu" Durrës; иницијали: УАМД), такође Универзитет Александер Моисиу или Универзитет у Драчу, је последње основани државни универзитет у Албанији. Универзитет се налази у Драчу. Универзитет је основан 20. децембра 2005 од стране Албанске Владе. Почео је са радом 2006-те и од тада користи Амерички систем образовања, за разлику од осталих државних универзитета у земљи. Више од 1,300 студената започело је студирање 2. октобра 2006. Универзитет у Драчу добио је име по аустријском позоришном глумцу Александеру Моисиу, који је пореклом био Албанац. Ректор је проф. др Ксеанела Сотирофски.

## Ректори
Листа ректора Универзитета Александер Моисиу у Драчу: 
1. Агим Кукели,[8] 2006—2010.
2. Митхат Мема, 2010—2016.
3. Ксеанела Сотирофски, 2016 –

## Управа универзитета
Универзитет Александер Моисиу има четири управна тела. Прво је Академски Сенат, који је фокусиран на стратегију и организацију универзитета. Друго тело је Управни одбор, који је задужен за администрацију и финансије. Етички савет је треће тело, задужен је за етичка питања везана за универзитет, и четврто је Савет факултета, који чине професори у школи.
- Ректор: Ксеанела Сотирофски
- Проректор за истраживачке послове:
- Проректор за образовне послове:
- Проректор за институционалне послове:
- Канцеларија: Улпиан Хоти

## Факултети
Универзитет се састоји од 6 факултета:
- Пословни факултет (Fakulteti i Biznesit; FB),
- Факултет политичких наука и права (Fakulteti i Shkencave Politike dhe Juridike; FSHPJ),
- Факултет за информационе и комуникационе технологије (Fakulteti i Tekonologjisë së Informacionit; FTI),
- Педагошки факултет (Fakulteti i Edukimit; FE),
- Факултет професионалних студија (Fakulteti i Studimeve Profesionale; FSP ose SHLP),
- Факултет за интегрисане студије са праксом (Fakulteti i Studimeve të Integruara me Praktikën; FASTIP),
- Филијала у Пишкопеји (Filiali i Peshkopisë) [затворена 2014-те].